# Jacques Frémontier
Jacques Frémontier, né le 8 mai 1930 à Paris et mort le 7 avril 2020 à Paris, est un journaliste, historien et écrivain français.
Ancien élève de l’ENA, docteur en histoire de l’École des hautes études en sciences sociales (EHESS). Également romancier,  il a été journaliste (rédacteur en chef de Paris Presse de 1962 à 1965, directeur de Paris Jour de 1965 à 1969), producteur et auteur de télévision (1967-1983), notamment de l’émission Vivre aujourd'hui.

## Jeunesse et famille
Jacques Frémontier, né Friedman, est issu d'une famille juive de commerçants parisiens dont il est le fils unique. Son père est spécialisé dans la vente par correspondance à crédit. Il grandit au 71, rue du Temple, dans le quartier du Marais. 
Pendant le régime de Vichy et l'Occupation, sa famille et lui se réfugient à Villeneuve-sur-Lot pour échapper aux persécutions contre les Juifs. 
À la Libération, il entre en seconde au lycée Louis-le-Grand à Paris. Après son baccalauréat, Jacques Frémontier poursuit en classe préparatoire dans le même lycée. Il étudie à l'IEP de Paris, puis intègre l'École nationale d'administration, qu’il quitte après deux années.
Jacques Frémontier épouse Michèle Lagneau en 1997, directrice de fondation, chevalier de la Légion d'honneur.

## Carrière

### Journaliste de presse écrite
En 1954, Jacques Frémontier entre à L'Express, où il écrit dans les rubriques consacrées à la littérature, au cinéma et au théâtre.
Il quitte ce journal pour rejoindre la rédaction de Franc-Tireur, où il couvre l’activité du Parlement.
Le journal est racheté par Cino Del Duca en 1957, ce qui conduit Jacques Frémontier à intégrer Paris-Jour où il est nommé rédacteur en chef du service politique.
Après avoir exercé les fonctions de rédacteur en chef de Paris-Presse de 1961 à 1965, il réintègre Paris-Jour comme Directeur-rédacteur en chef. Suivant de près les événements de Mai-68, il relaie les motivations des grévistes dans les pages du journal. Il quitte finalement le quotidien en 1969.

### Producteur de télévision
En 1969, Jacques Frémontier rejoint l'ORTF grâce à ses relations avec des dirigeants tels que Jacques-Bernard Dupont, Claude Contamine et Jacques Thibaud, avec lesquels il a fait ses études.
Il produit la série Vivre aujourd'hui, dont la diffusion est étalée de 1970 à 1973. Il y travaille avec des journalistes réalisateurs tels que Daniel Karlin, Michel Pamart et Paul Seban et Marcel Trillat. Après quoi, il entame la production de la collection Vivre ensemble avec une partie de ses précédents collaborateurs.
Jacques Frémontier a exposé en plusieurs occasions sa conception de l'audiovisuel. Très critique vis-à-vis des orientations de la télévision de son temps, il appelle à l’avènement d'une télévision publique démocratique, ouverte et émancipatrice. Ces opinions reflètent son engagement de l’époque au PCF, dont il s'est ensuite éloigné.
En 1975, après plusieurs années à travailler pour l'ORTF, Jacques Frémontier publie l'ouvrage Vive la télévision, Messieurs! dans lequel il rapporte des souvenirs au sein de l'Office et revient sur les émissions qu'il y a produites, et prolonge sa vision de la télévision.

## Travaux universitaires
Jacques Frémontier mène une enquête sociologique dans l’usine Renault de Billancourt. Il en tire un ouvrage, La Forteresse ouvrière: Renault, paru en 1971.
Jacques Frémontier soutient en 2000 une thèse de doctorat en histoire ayant pour titre « Les Juifs communistes en France depuis 1945 : essai d'histoire orale », sous la direction de Nancy L. Green à l'EHESS.

## Mort
Jacques Frémontier meurt du Covid-19, le 7 avril 2020, à l’âge de 89 ans.

## Ouvrages
- La Colonie (roman), 1967
- La Forteresse ouvrière : Renault, 1971
- Vive la télévision, Messieurs!, 1975
- Portugal, Les points sur les i, 1976
- La Vie en bleu, Voyage en culture ouvrière, 1980
- Pied de guerre, 1982
- Les Cadets de la Droite, 1984
- L'Étoile rouge de David : Les juifs communistes en France, 2002
- Le Nom et la Peau (roman), 2004
- La femme proscrite qui m'a sauvé la vie, 2014

## Audiogrammes
- « Le regard de… Jacques Frémontier », Musée d’art de d’histoire du Judaïsme, 31 min.
- Jean Lebrun, « Le témoin du vendredi : Jacques Frémontier, réalisateur historique et blogueur octogénaire , France Inter, 11 janvier 2019.